# Рио Саладо
 Тази статия е за реката, която се влива в река Парана.  За другата река в Аржентина със същото име вижте Рио Саладо (Буенос Айрес).  
Ри́о Сала́до (на испански: Río Salado – „Солената река“) е река в Аржентина, в провинциите Салта, Сантяго дел Естеро и Санта Фе, десен приток на Парана. Дължината ѝ е 2355 km, а площта на водосборния басейн – 124 200 km² (4,8% от водосборния басейн на река Парана).
Река Рио Саладо е най-дългата река протичаща изцяло на територията на Аржентина. Тя води началото си под името Калчаки, на 4100 m н.в., от южното подножие на връх Невадо де Акаи, издигащ се в източната част на Главните Кордилерина андите. Река Калчаки тече в южна посока, а след устието на десния си приток Санта Мария рязко завива на север-североизток, вече под името Кончас. При град Гуачипас река Кончас сменя името си на Гуачипас, след което навлиза в големия язовир „Кобра Корал“. След изтичането си от него продължава в източна посока и след устието на левия си приток Арияс приема името Хураменто (или Пасахе). При град Ел Галпон реката излиза от планините и навлиза в равнините на Гран Чако. При град Хоакин Гонсалес река Хураменто завива на юг-югоизток и запазва това направление до устието си. При напускането на провинция Салта и навлизането си в провинция Сантяго дел Естеро река Хураменто започва да се нарича Рио Саладо. В горното си течение, до изхода от планините Рио Саладо е типична планинска река с тясна и дълбока долина и бурно течение. В средното и долното си течение в равнината Гран Чако и Лаплатската низина руслото ѝ е много изменчиво. Често се разбива на ръкави, образува острови и езера-старици. В периода на летните дъждове (от ноември до март) тя се разлива нашироко и става плавателна за плитко газещи речни съдове. По време на сухия зимен сезон (от май до септември) силно намалява, на отделни участъци пресъхва и се превръща в система от засолени езера и блата. Средният ѝ годишен отток в горното течение е около 40 m³/s (по време на лятното пълноводие – до 170 m³/s), а в долното течение, вследствие на инфилтрацията и изпарението – намалява до 15 m³/s. Влива се отдясно в ръкава Санта Фе на река Парана, на 11 m н.в., при град Санта Фе, административен център на едноименната провинция.